# طال أبيرناثي
طال أبيرناثي (بالإنجليزية: Tal Abernathy)‏ هو لاعب كرة قاعدة أمريكي، ولد في 30 أكتوبر 1921 في Bynum, North Carolina ‏ في الولايات المتحدة، وتوفي في 16 ديسمبر 2001 في تشارلوت في الولايات المتحدة.

## وصلات خارجية
- طال أبيرناثي على موقعبيزبول رفرنس.كوم (الدوري الرئيسي) (الإنجليزية)
- طال أبيرناثي على موقعبيزبول رفرنس.كوم (الدوري الثانوي) (الإنجليزية)
- طال أبيرناثي على موقع مشجعي الرسوم البيانية (الإنجليزية)